# Denise Grünstein
Denise Grünstein, née le 27 juin 1950 à Helsinki et morte le 23 juin 2023,, est une photographe finlandaise basée à Stockholm.. En Suède, elle a d'abord fait partie des photographes réalisant les portraits des célébrités, mannequins, chanteurs, acteurs, auteurs...  Mais ces dernières années, elle a développé un style plus personnel, empli de détails, presque romantique rappelant le style de Cindy Sherman . Elle a le don unique d'exprimer ses propres sentiments et son tempérament à travers ses photos. Les thèmes récurrents sont : le beau, l'horrible et la limite entre l'imaginaire et la réalité . Elle s'inspire de la nature, la peinture et la sculpture. Ses œuvres font souvent référence à l'histoire de l'art. Elle a exposé au Moderna Museet , au Millesgården, au Nationalmuseum , à la Galerie Charlotte Lund ou au CFHILL Art Space de Stockholm par exemple.

## Biographie
Née le 27 juin 1950 à Helsinki, Denise Grünstein a étudié la photographie aux États-Unis. En Suède, elle a travaillé comme metteur en scène avec des photographes dans le domaine de la mode et de la publicité. Elle était également chargée des costumes dans de nombreux films. Elle a connu la notoriété à la fin des années 1970 avec son approche inédite de la photographie qui a bousculé tous les idéaux artistiques de l'époque.
En 2005, elle a obtenu une bourse du Swedish Arts Grants Committee qui lui a permis de travailler. Elle vit et travaille à Stockholm, en Suède.